# Vexaincourt
Vexaincourt ist eine französische Gemeinde mit 147 Einwohnern (Stand 1. Januar 2022) im Département Vosges in der Region Grand Est. Sie gehört zum Kanton Raon-l’Étape im Arrondissement Saint-Dié-des-Vosges.

## Geographie
Die Vogesengemeinde Vexaincourt liegt am Meurthe-Nebenfluss Plaine, der die Grenze zwischen den Départements Vosges und Meurthe-et-Moselle bildet. Die Departementsstraße 392, die von Raon-l’Étape über den Vogesenkamm nach Schirmeck im Elsass führt, umgeht die Gemeinde nördlich. Im Gemeindegebiet von Vexaincourt befindet sich der Lac de la Maix, ein von Wald umgebener kleiner See. Umgeben wird Vexaincourt von den Nachbargemeinden  Bionville im Norden, Luvigny im Nordosten, Grandfontaine im Osten, Moussey im Südosten sowie Allarmont im Südwesten und Westen.

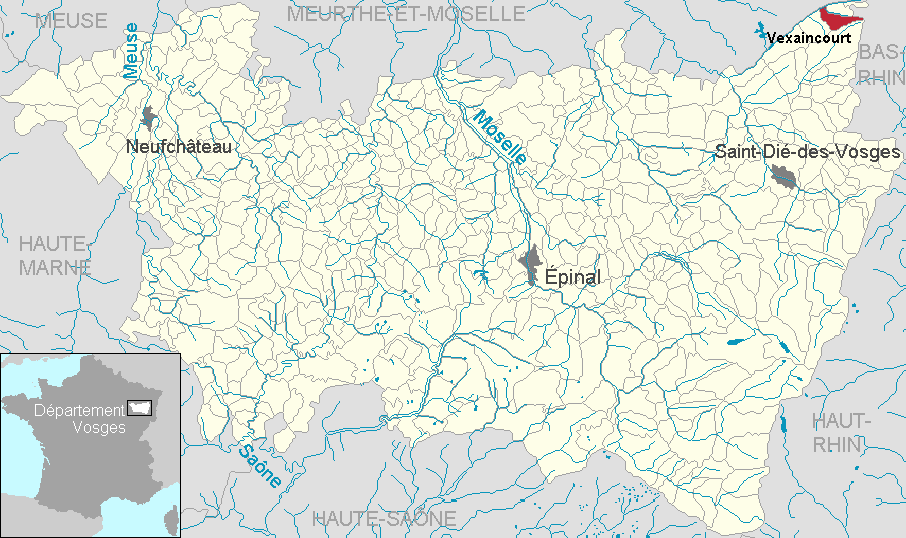
Lage von Vexaincourt im Département Vosges
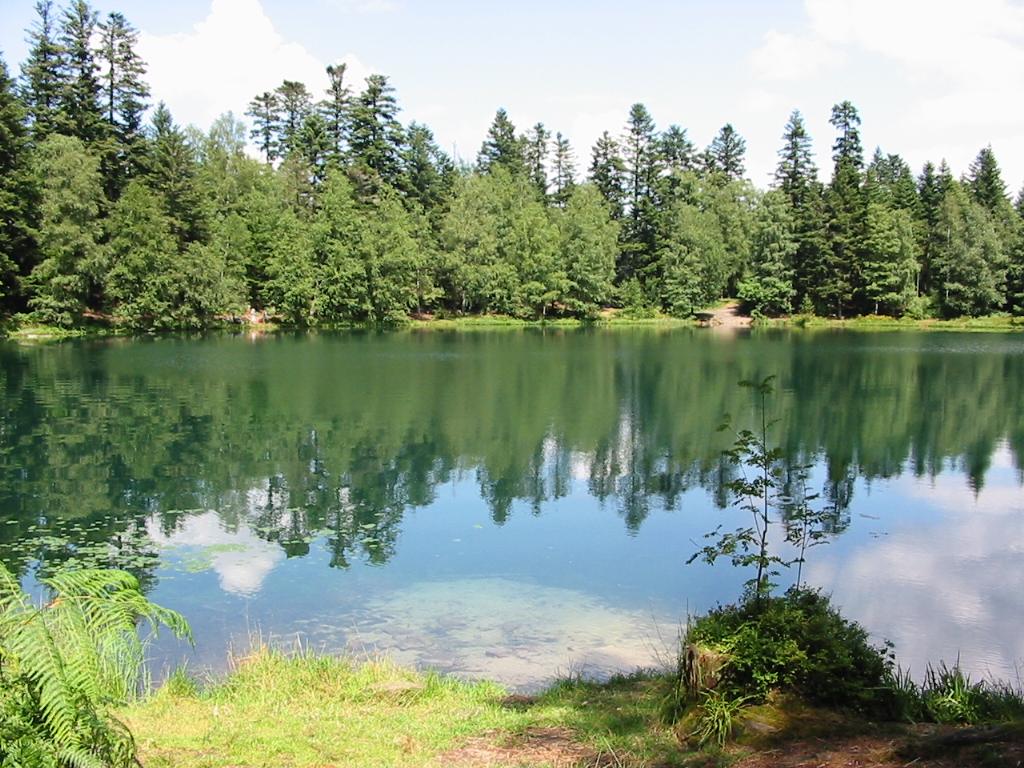
Der See Lac de la Maix
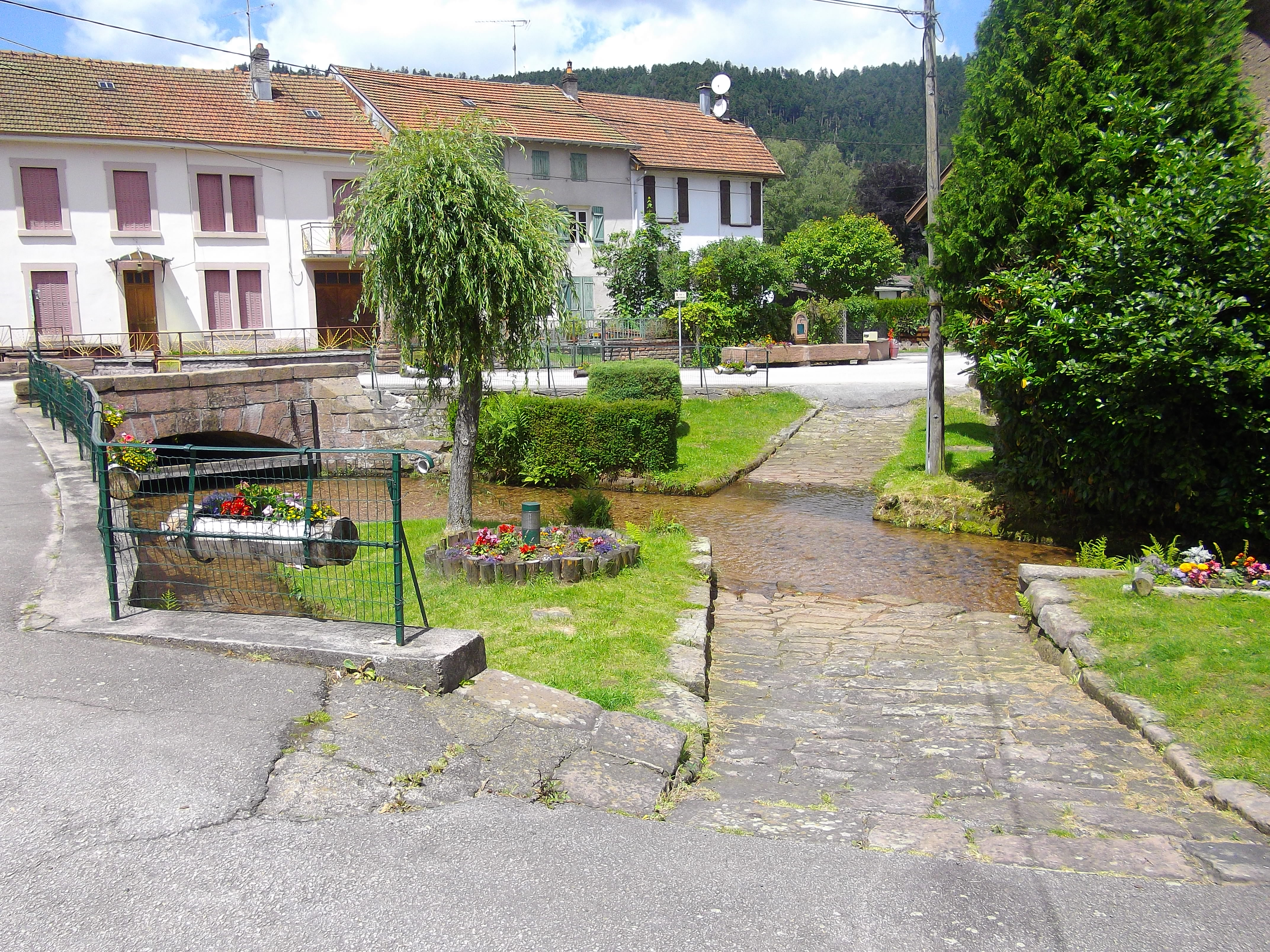
Dorfzentrum

## Geschichte
Bis 1793 gehörte die Siedlung zum Fürstentum Salm.

### Bevölkerungsentwicklung
| Jahr                       | 1962 | 1968 | 1975 | 1982 | 1990 | 1999 | 2011 | 2020 |
| Einwohner                  | 196  | 189  | 199  | 184  | 165  | 169  | 161  | 148  |
| Quellen: Cassini und INSEE |      |      |      |      |      |      |      |      |

## Sehenswürdigkeiten
- Kirche Saint-Michel
- Kapelle Notre-Dame-de-la-Maix

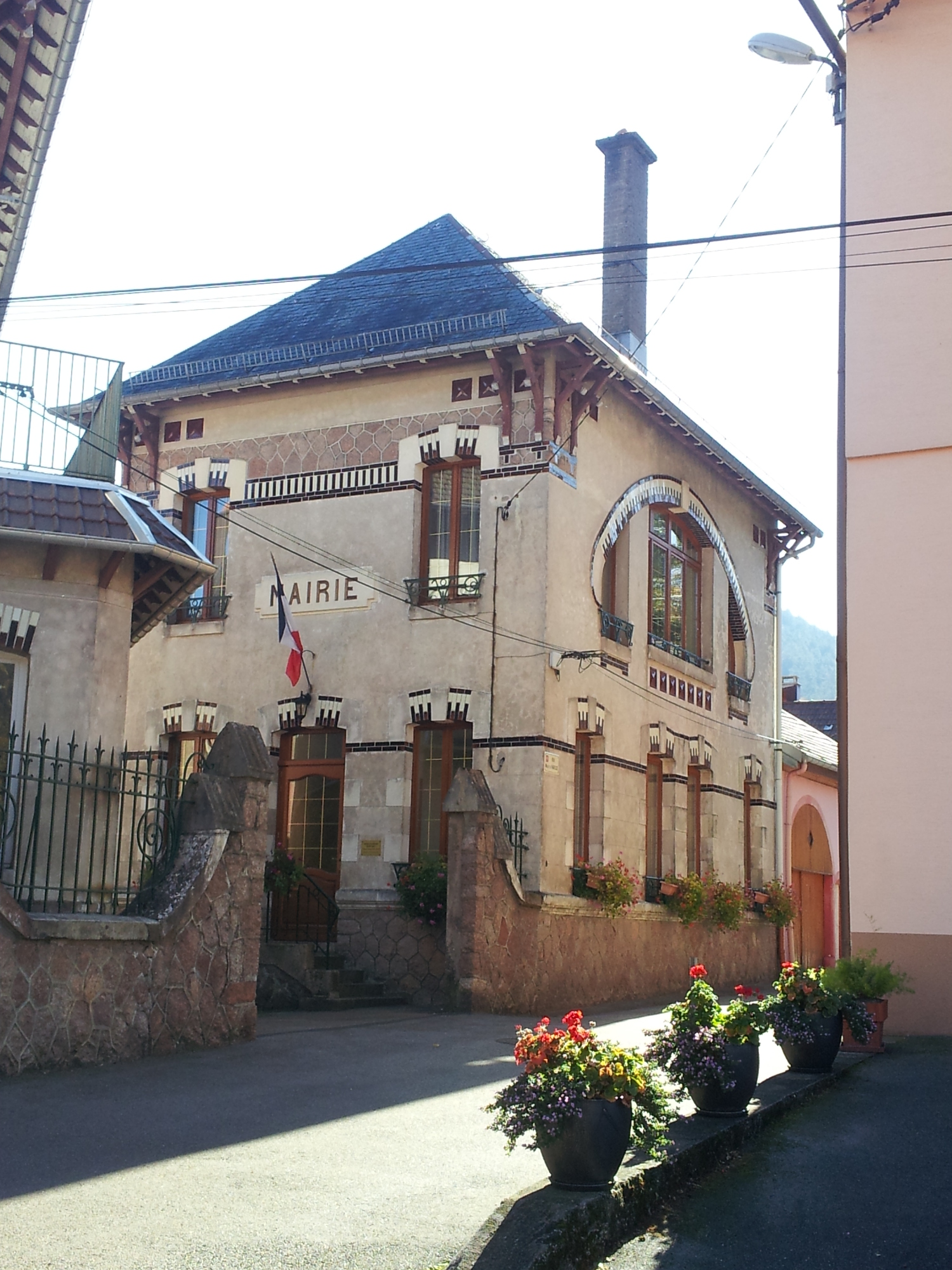
Mairie (Rathaus)
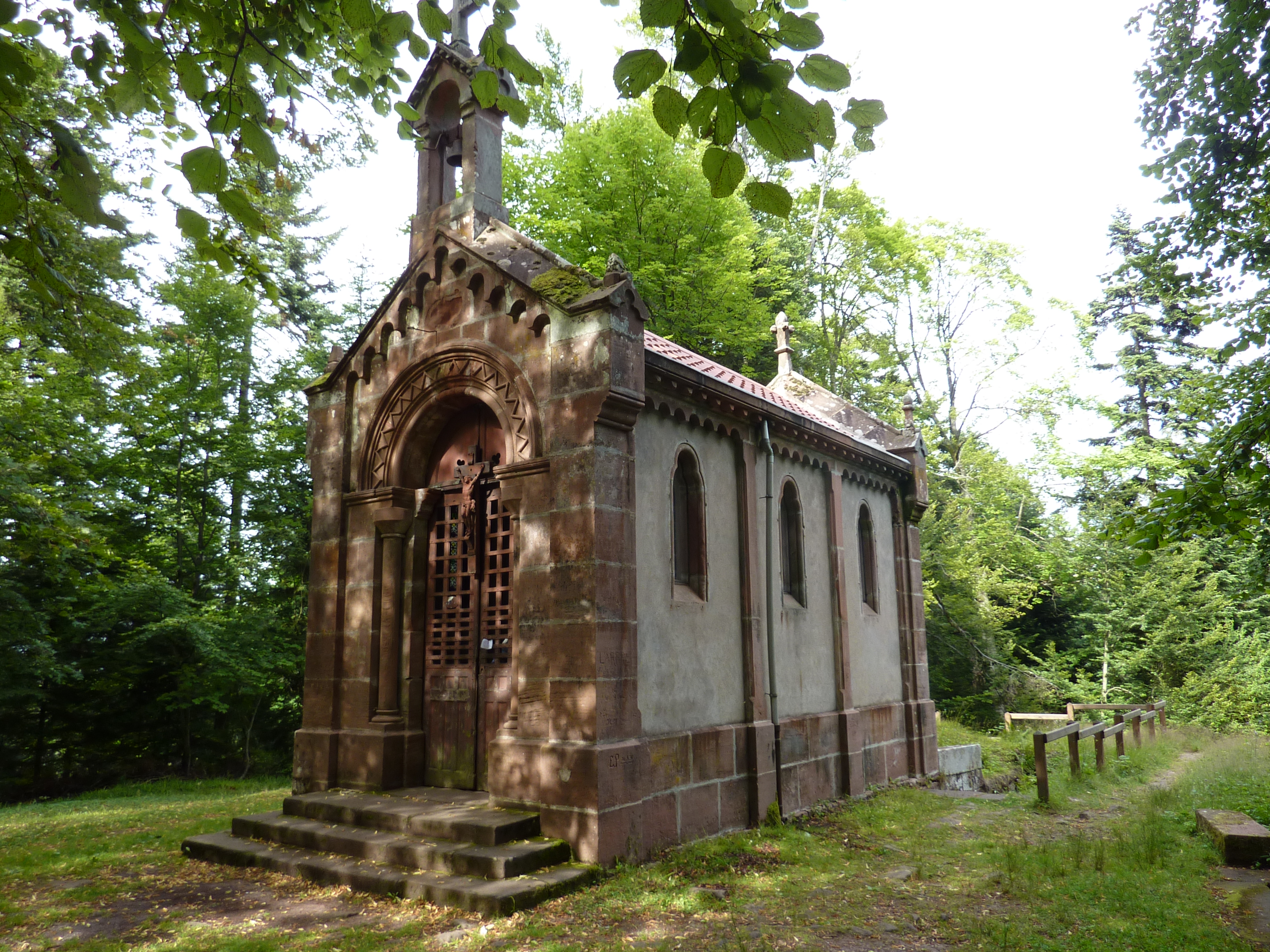
Kapelle Notre-Dame-de-la-Maix
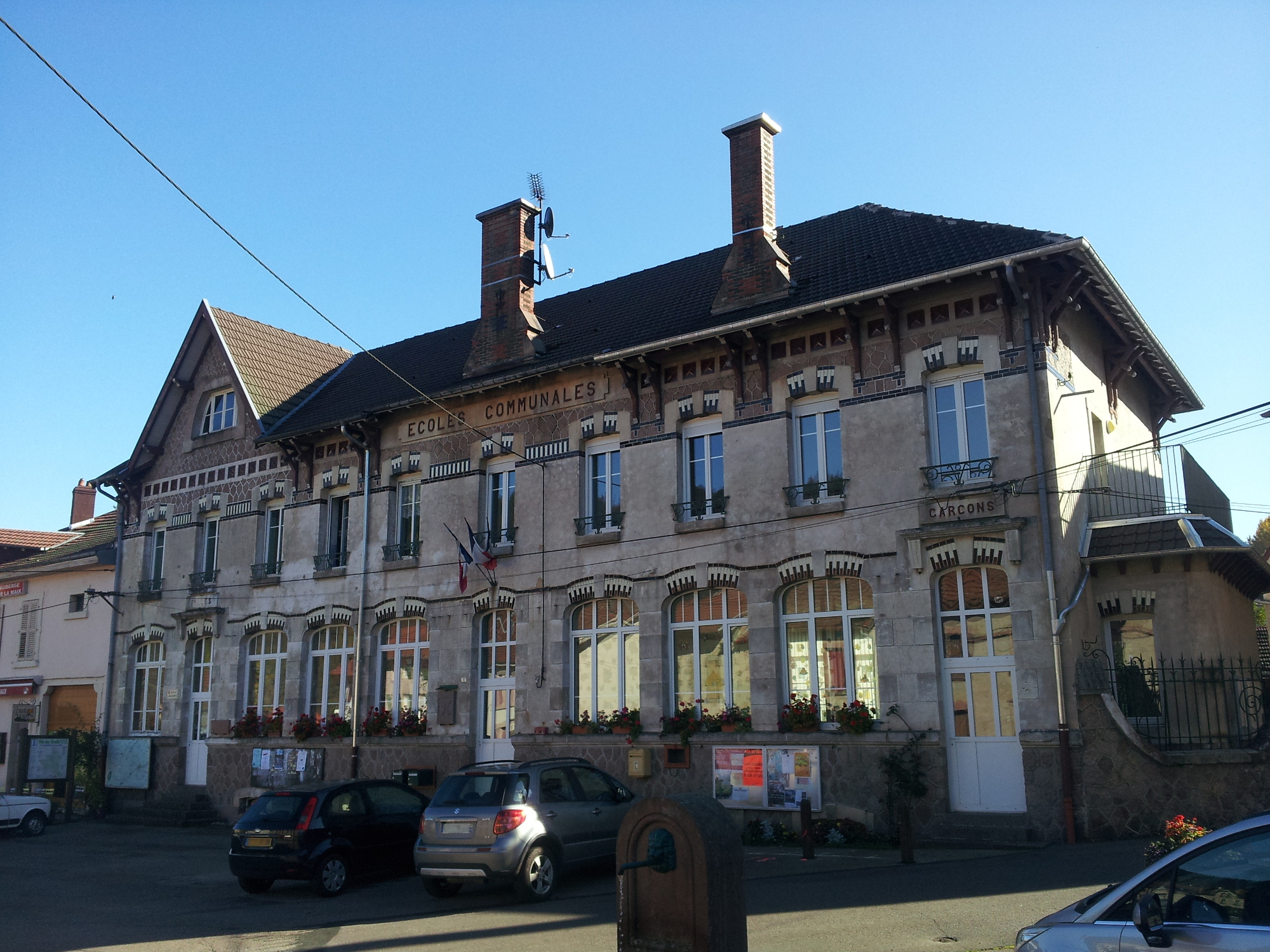
Grundschule